# Чиганак (Семёновское муниципальное образование)
Чиганак — село в Аркадакском районе Саратовской области России. Село входит в состав Семеновского муниципального образования.

## Происхождение названия
Название произошло от тюркского слова «чига». В древности оно значило «гавань, бухта, излучина реки». Затем появляется «чиганка» - сорная трава, следом «чигальник» - непутёвый, шалый человек, а после «чиганак» - поселение «воровских», не подчиняющихся начальству казаков и беглых людей. 
По другой версии, когда-то значительную часть Чиганака занимало озеро, которое принадлежало завьяловскому жителю Чиганкову. По его имени и стали называть озеро. А жители, впоследствии селившиеся на этом озере, назвали его Чиганаком. 
Название Чиганак носит также небольшое село (координаты 52°07'60" с.ш., 43°37'60" в.д.), расположенное в том же районе, в Краснознаменском сельском поселении, примерно в 5 км к северо-востоку от села Кистендей.
Ещё существует казачья версия происхождения. Чига - субэтнос казаков, верховые казаки низовыми донцами назывались чигой. Чиганаки, Чиганак - традиционное название озёр, рек, ериков, проток и населённых пунктов у верхнедонских казаков. В современном татарском языке "чыганак" означает "источник".
В верховьях Хопра находилось несколько казачьих станиц и городков, находящихся сейчас в пределах Воронежской и Саратовской областей, отторгнутые у казаков и не входившие в Землю Донских казаков (а затем в Область Войска Донского по вхождению казачьих земель в состав России). Например, ниже по Хопру находится населённый пункт Большой Карай - ранее станица, основанная атаманом Чёрным.

## География
Расположено на правом берегу реки Хопёр. Ближайшие населённые пункты — посёлки  Советский и  Чистенький.

## Население
| 2002 | 2010 |
| ---- | ---- |
| 685  | ↘511 |

## Уличная сеть
В селе десять улиц и один переулок: Школьный пер., ул. 8 Марта, ул. Буднюка, ул. Горная, ул. Комсомольская, ул. Лесная, ул. Мирная, ул. Первомайская, ул. Садовая, ул. Советская, ул. Центральная.
- ул. Буднюка названа в честь Николая Алексеевича Буднюка, героя социалистического труда, председателя колхоза "Большевик".

## Известные уроженцы
- Васюнин Пётр Никифорович  (1897—1973) — участник Великой Отечественной войны, контр-адмирал.
- Спиркин Александр Георгиевич (1918—2004) — советский и российский философ и психолог, член-корреспондент АН СССР.
- Нижегородцев, Тимофей Леонтьевич (1900-1945) - участник Великой Отечественной войны, полный кавалер ордена Славы.

## Достопримечательности

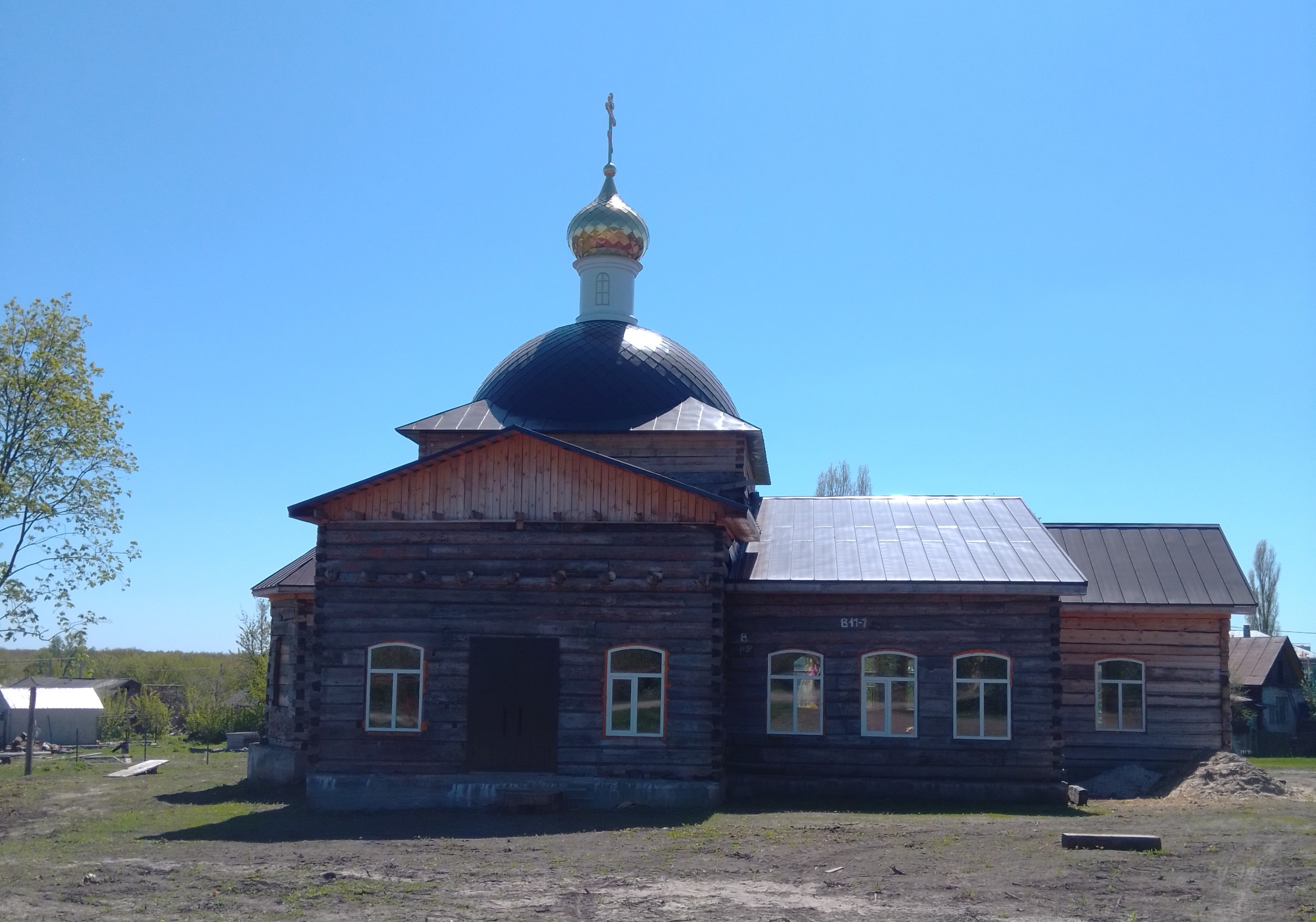
Восстановленный храм

Храм во имя святых бессребреников и чудотворцев Космы и Дамиана. 
Построен: В 1863 году. 
Из истории: Церковь деревянная, с деревянной же колокольней, была построена в селе Чиганак Балашовского уезда Саратовской губернии в 1863 году тщанием прихожан. В штате причта состояли священник, диакон и псаломщик, проживавшие в общественных домах. В 1912 году в селе была церковная школа, в 1917 году — земская и церковно-приходская школы. 
В годы Советской власти: В конце 1920-х годов настоятелем храма был святой священномученик Дионисий Щеголев. После «раскулачивания» и ссылки в 1930 году он смог вернуться в родное село лишь в начале «ежовских» гонений на Церковь, служа в храме до самого своего последнего ареста, после которого Господь судил ему мученическую кончину. Вскоре после его ареста, видимо, был закрыт и сам храм. 
В наши дни: Остов храмового здания сохранился до наших дней. С 2019 года ведутся масштабные работы по восстановлению храма.
Приказом Министерства культуры Саратовской области от 19 июня 2001 г. № 1-10/177 «Об утверждении списка вновь выявленных объектов историко-культурного наследия, расположенных на территории Саратовской области», здание церкви внесено в список выявленных памятников историко-культурного наследия области.